# Улица Заробяна (Ереван)
Улица Заробяна (арм. Զարոբյան փողոց) – улица в административном районе Кентрон Еревана. Названа в честь Якова Заробяна, армянского государственного деятеля.
Начинается возле комплекса «Каскад» и параллельно проспекту Маршала Баграмяна и улицы Сармена доходит до улицы братьев Галоян.

## История
В советские годы улица носила имя Георгия Плеханова, русского теоретика и пропагандиста марксизма.

## Застройка
На улице расположены Дом-музей Аветика Исаакяна и Дом-музей Арама Хачатуряна.

## Галерея

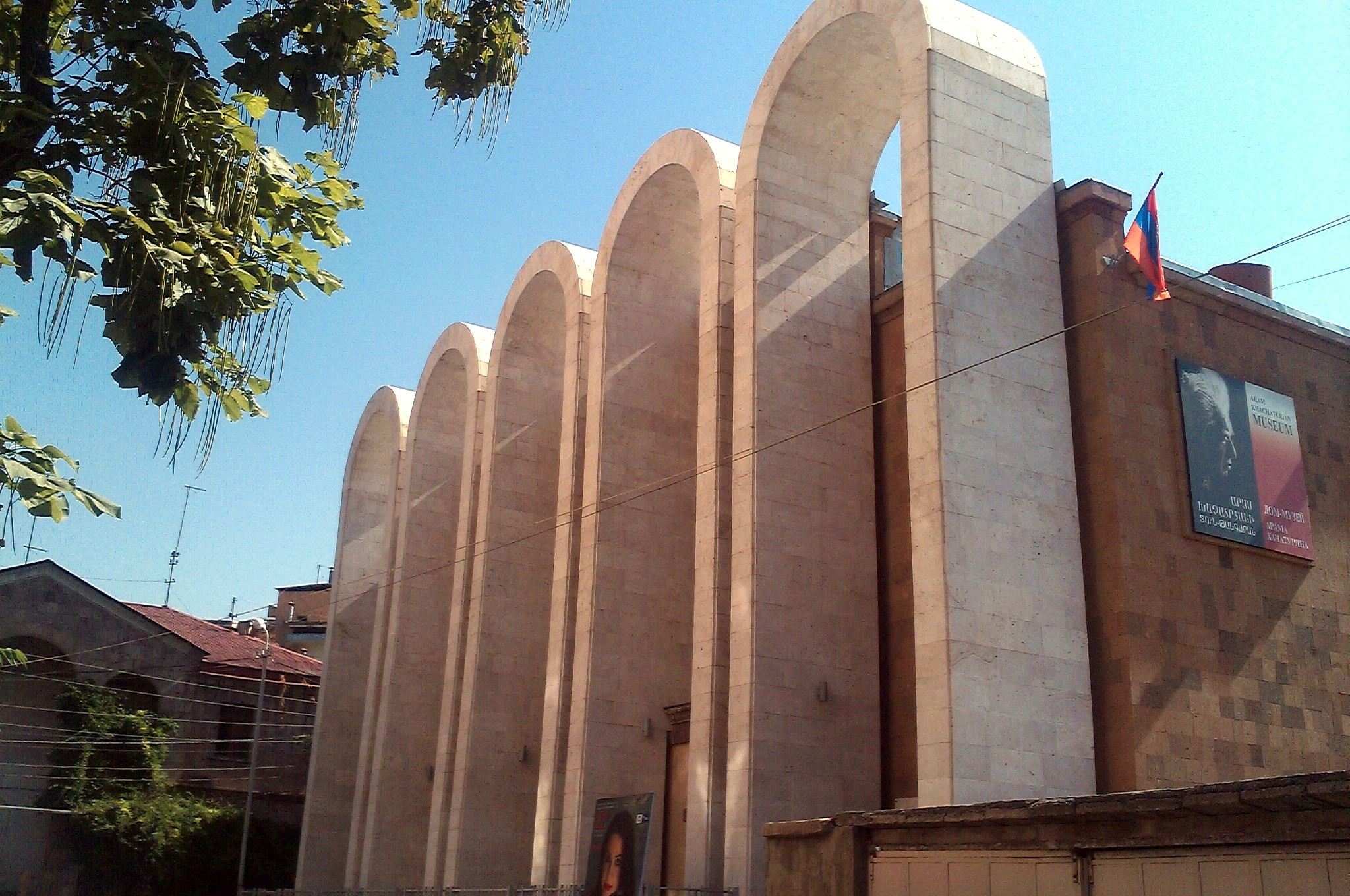
Дом-музей Арама Хачатуряна (на заднем плане улица Заробяна)